# 街頭演説事件
街頭演説事件（がいとうえんぜつじけん）は街頭演説等による人寄せをする場合はあらかじめ警察署長の許可申請が必要な道路交通取締法の規定が集会の自由を規定した日本国憲法第21条に違反するかが争われた事件。

## 概要
1958年3月23日午後1時半ころに北海道北見市の道路において、事前に所轄警察署長の許可を得ずに日本共産党北見地区委員会主催の演説会が行われ、3人のメンバーは各自数十分ずつ演説を行った。聴衆はその間数十名程度であり、交通の妨害にはそれほどならなかった。まもなく、巡査2名が来て、注意を与えた頃から聴衆が増加し、一時交通混乱となったが、演説会が終了したことにより、混乱は回復した。
演説者ら3人は道路交通取締法により、演説等による人寄せをする場合に事前に警察署長の許可を申請していなかったとして起訴された。
1959年1月28日に北見簡裁は許可申請の義務があるのは団体の業務執行役員であるとして、3人の被告人を無罪とした。検察が控訴し、1959年7月28日に札幌高裁は一審判決を破棄して3人に科料500円を言い渡す有罪判決を出した。被告人らは上告した。
1960年3月3日に最高裁は「道路において演説その他の方法により人寄せをすることは、場合によつては道路交通の妨害となり、延いて、道路交通上の危険の発生、その他公共の安全を害するおそれがないでもないから、演説などの方法により人寄せをすることを警察署長の許可にかからしめ、無許可で演説などの為め人寄をしたものを処罰することは公共の福祉の為め必要であり、この程度の制限を規制した所論道路交通取締法規〔中略〕に則つてなされた原判決は憲法二一条に抵触するものとは認められない」として上告を棄却し、被告人らの有罪が確定した。この判決は近い将来に控えていた東京都公安条例事件等の憲法問題が審理中であったこともあり注目された。
道路交通取締法は1960年の道路交通法制定に伴って廃止されたが、道路交通法でも同様の許可制が取られている。ただし、「当該申請に係る行為が現に交通の妨害になるおそれがないと認められるとき」や「当該申請に係る行為が現に交通の妨害となるおそれはあるが、公益上又は社会の慣習上やむを得ないものであるとみとめられるとき」は警察署長は許可をしなければならないと規定されており、規制対象は限定されている。